# Lijst van langste tuibruggen ter wereld

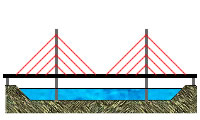
prototype van een tuibrug

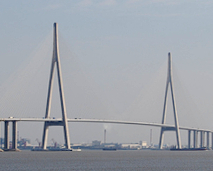
Sutongbrug tussen Nantong en Changshu in China

Dit is een lijst van langste tuibruggen ter wereld.

## Grootste overspanning
Deze lijst rangschikt de tuibruggen in de wereld op basis van de grootste overspanning, dit is de afstand tussen de pylonen.  Er wordt geen rekening gehouden met de totale lengte.  De overspanning staat meestal in verhouding tussen de hoogte van de pylonen, en de complexiteit van de constructie.
Sinds 2012 is de brug naar Roesski-eiland van Vladivostok naar Roesski in Rusland afgewerkt.  Deze brug heeft een overspanning van 1.104 m en pylonen van 320,9 m hoog.
| Naam                            | Land       | Lengte overspanning in meters | Aantal pylonen | Hoogte pylonen in meters | Jaar ingebruikname | Foto                                     |
| ------------------------------- | ---------- | ----------------------------- | -------------- | ------------------------ | ------------------ | ---------------------------------------- |
| Brug naar Roesski-eiland        | Rusland    | 1.104                         | 2              | 320,9                    | 2012               | Brug naar Roesski-eiland                 |
| Sutongbrug                      | China      | 1.088                         | 2              | 306                      | 2008               | Sutongbrug, Nantong, Changshu            |
| Stonecuttersbrug                | China      | 1.018                         | 2              | 298                      | 2009               | Stonecuttersbrug, Hong-Kong              |
| Edongbrug                       | China      | 926                           | 2              | 242,5                    | 2010               | Edongbrug, Huangshi                      |
| Tatarabrug                      | Japan      | 890                           | 2              | 220                      | 1999               | Tatarabrug, Japanse Binnenzee            |
| Pont de Normandie               | Frankrijk  | 856                           | 2              | 214                      | 1995               | Pont de Normandie, Le Havre, Honfleur    |
| Jingyuebrug                     | China      | 816                           | 2              | 265                      | 2010               | Jingyuebrug                              |
| Queen Elizabeth II Bridge       | Engeland   | 812                           | 2              | 137                      | 1991               | Queen Elizabeth II Bridge                |
| Incheonbrug                     | Zuid-Korea | 800                           | 2              | 230,5                    | 2009               | Incheonbrug, Yeongjong, Incheon          |
| Shanghai Changjiang Daqiao      | China      | 730                           | 2              | 209                      | 2009               | Shanghai Changjiang Daqiao               |
| Dugebrug                        | China      | 720                           | 2              | 209                      | 2016               | Dugebrug                                 |
| Minpubrug                       | China      | 708                           | 2              | 210                      | 2010               | Minpubrug, Sjanghai                      |
| Derde Nanjing Jangtsekiangbrug  | China      | 648                           | 2              | 218,1                    | 2005               | Derde Nanjing Jangtsekiangbrug, Nanjing  |
| Tweede Nanjing Jangtsekiangbrug | China      | 628                           | 2              | ?                        | 2001               | Tweede Nanjing Jangtsekiangbrug, Nanjing |
| Jintangbrug                     | China      | 620                           | 2              | ?                        | 2009               | Jintangbrug, Zhoeshan, Ningbo            |
| Yangpubrug                      | China      | 602                           | 2              | 223                      | 1993               | Yangpubrug, Sjanghai                     |
| Xupubrug                        | China      | 590                           | 2              | 217                      | 1997               | Xupubrug, Sjanghai                       |